# Ä̱
 (novembre 2024).
Ä̱ (minuscule : ä̱), appelé A tréma macron souscrit, est une lettre latine utilisée dans l’écriture du chinantèque de Valle Nacional, du chinantèque d’Ojitlán, du chinantèque d’Ozumacín, du seneca, et du suédois de Noarootsi.

## Utilisation
L’a tréma macron souscrit ‹ ä̱ › est utilisé dans l’écriture du suédois de Noarootsi, le macron souscrit indiquant qu’il s’agit d’une voyelle longue, par exemple dans trä̱te, « trente ».

## Représentations informatiques
Le A tréma macron souscrit peut être représenté avec les caractères Unicode suivants : 
- composé et normalisé NFC (latin étendu A, diacritiques) :

| formes    | représentations | chaînes de caractères | points de code | descriptions                                                |
| --------- | --------------- | --------------------- | -------------- | ----------------------------------------------------------- |
| capitale  | Ä̱               | Ä◌̱                    | U+00C4 U+0331  | lettre majuscule latine a tréma diacritique macron souscrit |
| minuscule | ä̱               | ä◌̱                    | U+00E4 U+0331  | lettre minuscule latine a tréma diacritique macron souscrit |

- décomposé et normalisé NFD (latin de base, diacritiques) :

| formes    | représentations | chaînes de caractères | points de code       | descriptions                                                            |
| --------- | --------------- | --------------------- | -------------------- | ----------------------------------------------------------------------- |
| capitale  | Ä̱               | A◌̱◌̈                   | U+0041 U+0331 U+0308 | lettre majuscule latine a diacritique macron souscrit diacritique tréma |
| minuscule | ä̱               | a◌̱◌̈                   | U+0061 U+0331 U+0308 | lettre minuscule latine a diacritique macron souscrit diacritique tréma |